# Farol de Montedor
O Farol de Montedor localiza-se num promontório no lugar de Montedor, a cerca de 4 milhas náuticas a Norte do foz do rio Lima e a 7 milhas a Sul da foz do rio Minho, na freguesia de Carreço, cidade e distrito de Viana do Castelo, em Portugal. É o farol mais setentrional do país e entrou em funcionamento em 20 de Março de 1910.
Possuiu torre quadrangular em cantaria de granito com altura de 28 metros (103 metros de altitude acima do nível do mar). Grande edifício anexo em forma de 'U'. Lanterna e varandim de serviço pintados de vermelho.

## História
O Farol de Montedor foi um dos oitos faróis mandados construir por Júlio Zeferino Schultz Xavier, tendo entrado em funcionamento em 20 de março de 1910. O primitivo aparelho óptico, adquirido à casa Barbier, Bénard & Turrene, por 35977 francos franceses, proveio do farol de São Vicente, sendo constituído por um candeeiro a petróleo de nível constante, de 4 torcidas, com um alcance médio de 26 milhas;
Com a sua ligação à rede pública de distribuição de energia efetuada em 1947, passou a trabalhar a eletricidade.
Em 1987 foi automatizado, reduzindo em parte a intervenção humana.
Símbolo arquitetónico e cultural de Viana do Castelo, o farol foi inspiração para a composição de uma música intitulada “Canção do Farol de Montedor”.

## Informações
- Aberto ao público: Sim, todas as quartas-feiras das 14H00 às 17H00[2]

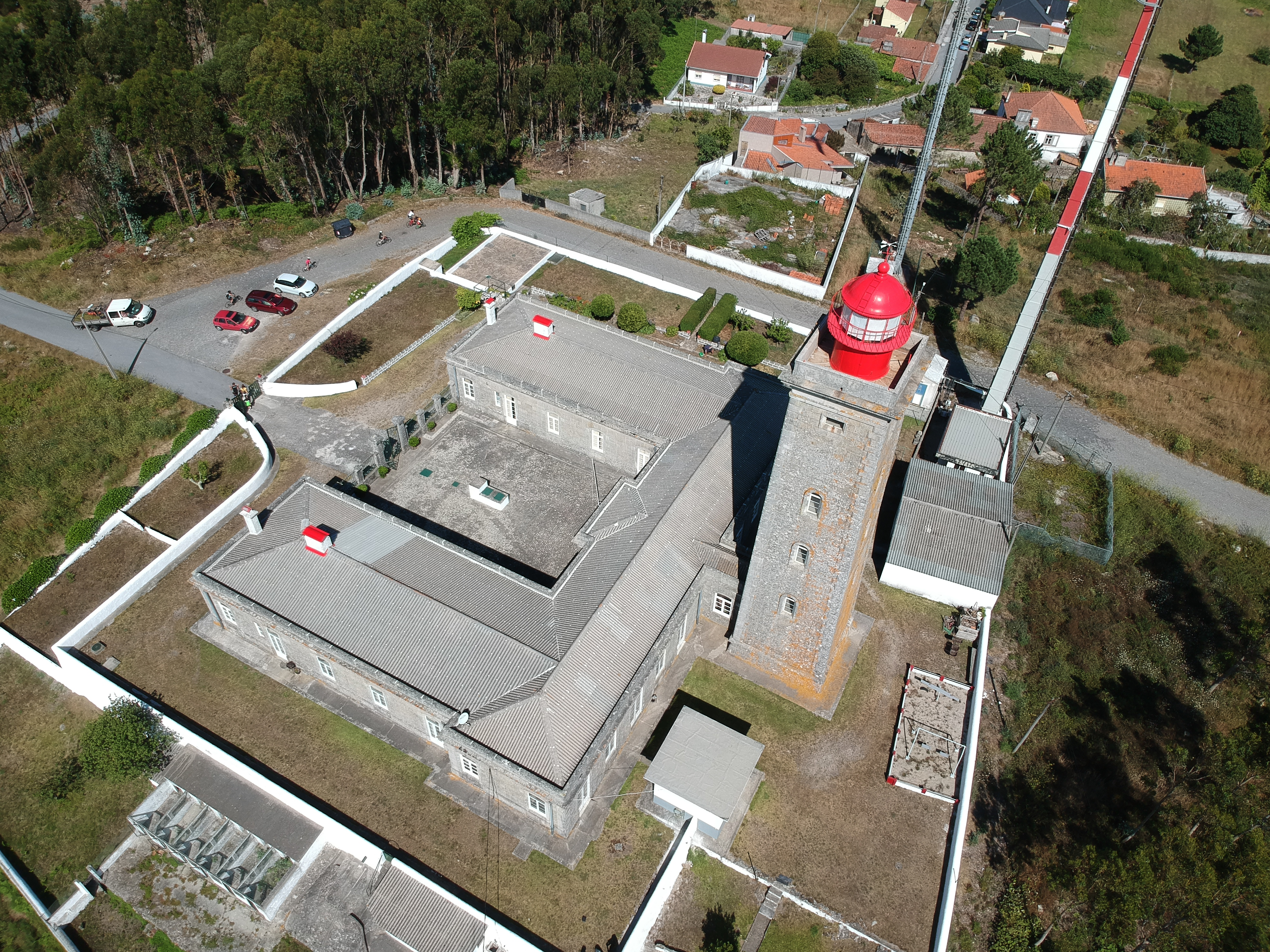
Viata aérea do farol